# Tolkien Estate
Tolkien Estate – fundacja chroniąca prawa autorskie J.R.R. Tolkiena i kontrolująca publikację całej spuścizny literackiej pisarza. Spadkobiercami twórczości Tolkiena był jego syn Christopher Tolkien wraz z żoną Baillie Tolkien oraz bratankiem Christophera, Michaelem G. Tolkienem.
Prawa do wersji filmowych Władcy Pierścieni oraz Hobbita zostały sprzedane przez samego Tolkiena i obecnie są w posiadaniu Middle-earth Enterprises (dawne Tolkien Enterprises), własności Saul Zaentz Company, która kontroluje także produkcję gier związanych ze Śródziemiem.